# Campeonato Europeu de Atletismo em Pista Coberta de 2019 - 60 m com barreiras feminino
A prova dos 60 metros com barreiras feminino do Campeonato Europeu de Atletismo em Pista Coberta de 2019 foi disputada entre os dias  2 e 3 de março de 2019 na Emirates Arena, em Glasgow, no Reino Unido. 

## Recordes
Antes desta competição, os recordes mundiais e do campeonato nesta prova eram os seguintes:
|                       | Nome                  | Nacionalidade   | Tempo | Local     | Data                    |
| --------------------- | --------------------- | --------------- | ----- | --------- | ----------------------- |
| Recorde mundial       | Susanna Kallur        | Suécia          | 7s 68 | Karlsruhe | 10 de fevereiro de 2008 |
| Recorde do campeonato | Lyudmila Narozhilenko | União Soviética | 7s 74 | Glasgow   | 4 de março de 1990      |
| Recorde europeu       | Susanna Kallur        | Suécia          | 7s 68 | Karlsruhe | 10 de fevereiro de 2008 |

## Medalhistas
| Ouro                | Prata               | Bronze              |
| Nadine Visser (NED) | Cindy Roleder (GER) | Elvira Herman (BLR) |

## Cronograma
Todos os horários são locais (UTC +0).
| Data       | Hora  | Evento    |
| ---------- | ----- | --------- |
| 2 de março | 12:35 | Bateria   |
| 3 de março | 11:25 | Semifinal |
| 3 de março | 18:25 | Final     |

## Resultados

### Bateria
Qualificação: 3 atletas de cada bateria (Q) mais os 4 melhores qualificados (q). 
| Posição | Bateria | Atleta               | Nacionalidade               | Tempo | Notas |
| ------- | ------- | -------------------- | --------------------------- | ----- | ----- |
| 1       | 4       | Nadine Visser        | Países Baixos               | 7.99  | Q     |
| 2       | 3       | Solene Ndama         | França                      | 8.04  | Q     |
| 3       | 2       | Cindy Roleder        | Alemanha                    | 8.06  | Q     |
| 4       | 4       | Reetta Hurske        | Finlândia                   | 8.06  | Q     |
| 5       | 3       | Nooralotta Neziri    | Finlândia                   | 8.07  | Q     |
| 5       | 3       | Luca Kozák           | Hungria                     | 8.08  | Q     |
| 7       | 2       | Gréta Kerekes        | Hungria                     | 8.09  | Q     |
| 8       | 2       | Andrea Ivančević     | Croácia                     | 8.10  | Q     |
| 9       | 4       | Mariya Aglitskaya    | Atletas Neutros Autorizados | 8.11  | Q     |
| 10      | 1       | Elvira Herman        | Bielorrússia                | 8.11  | Q     |
| 11      | 3       | Alina Talay          | Bielorrússia                | 8.12  | q     |
| 12      | 1       | Klaudia Siciarz      | Polónia                     | 8.13  | Q     |
| 13      | 2       | Hanna Plotitsyna     | Ucrânia                     | 8.15  | q     |
| 14      | 1       | Luminosa Bogliolo    | Itália                      | 8.15  | Q     |
| 15      | 1       | Matilda Bogdanoff    | Finlândia                   | 8.20  | q     |
| 16      | 3       | Ivana Lončarek       | Croácia                     | 8.21  | q     |
| 17      | 4       | Hanna Chubkovtsova   | Ucrânia                     | 8.22  |       |
| 18      | 3       | Stanislava Lajčáková | Eslováquia                  | 8.28  |       |
| 19      | 1       | Sacha Alessandrini   | França                      | 8.28  |       |
| 20      | 2       | Awa Sene             | França                      | 8.30  |       |
| 21      | 3       | Tilde Johansson      | Suécia                      | 8.31  |       |
| 22      | 4       | Ruslana Rashkovan    | Bielorrússia                | 8.35  |       |
| 23      | 4       | Karolina Kołeczek    | Polónia                     | 8.37  |       |
| 24      | 1       | Nataliya Ruchkivska  | Ucrânia                     | 8.38  |       |
| 25      | 4       | Caridad Jerez        | Espanha                     | 8.38  |       |
| 26      | 1       | Olimpia Barbosa      | Portugal                    | 8.40  |       |
| 27      | 2       | Stephanie Bendrat    | Áustria                     | 8.42  |       |
| 28      | 2       | Sevval Ayaz          | Turquia                     | 8.46  |       |

### Semifinal
Qualificação: 3 atletas de cada bateria (Q) mais os 2 melhores qualificados (q). 

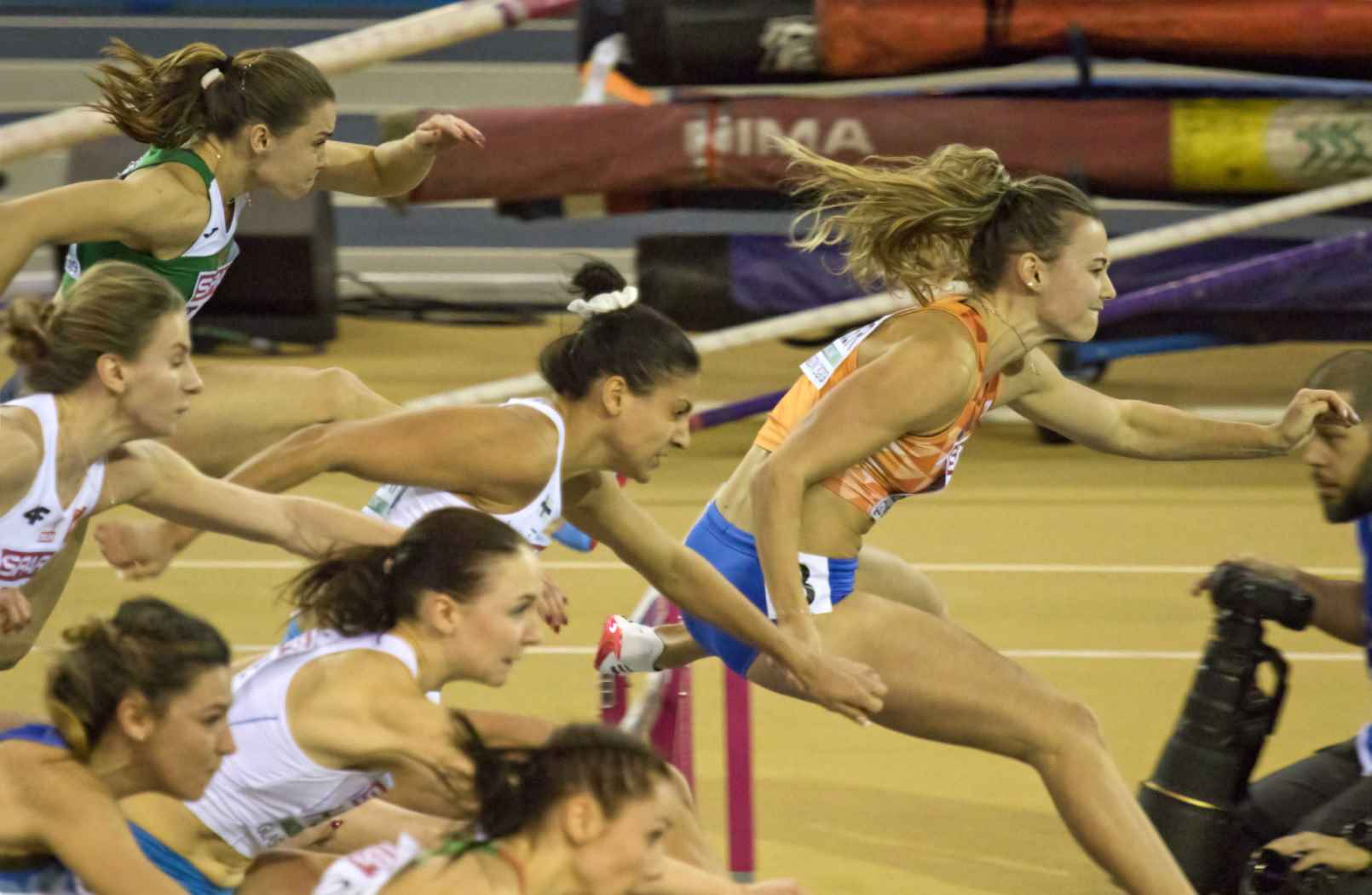
Semifinal 1

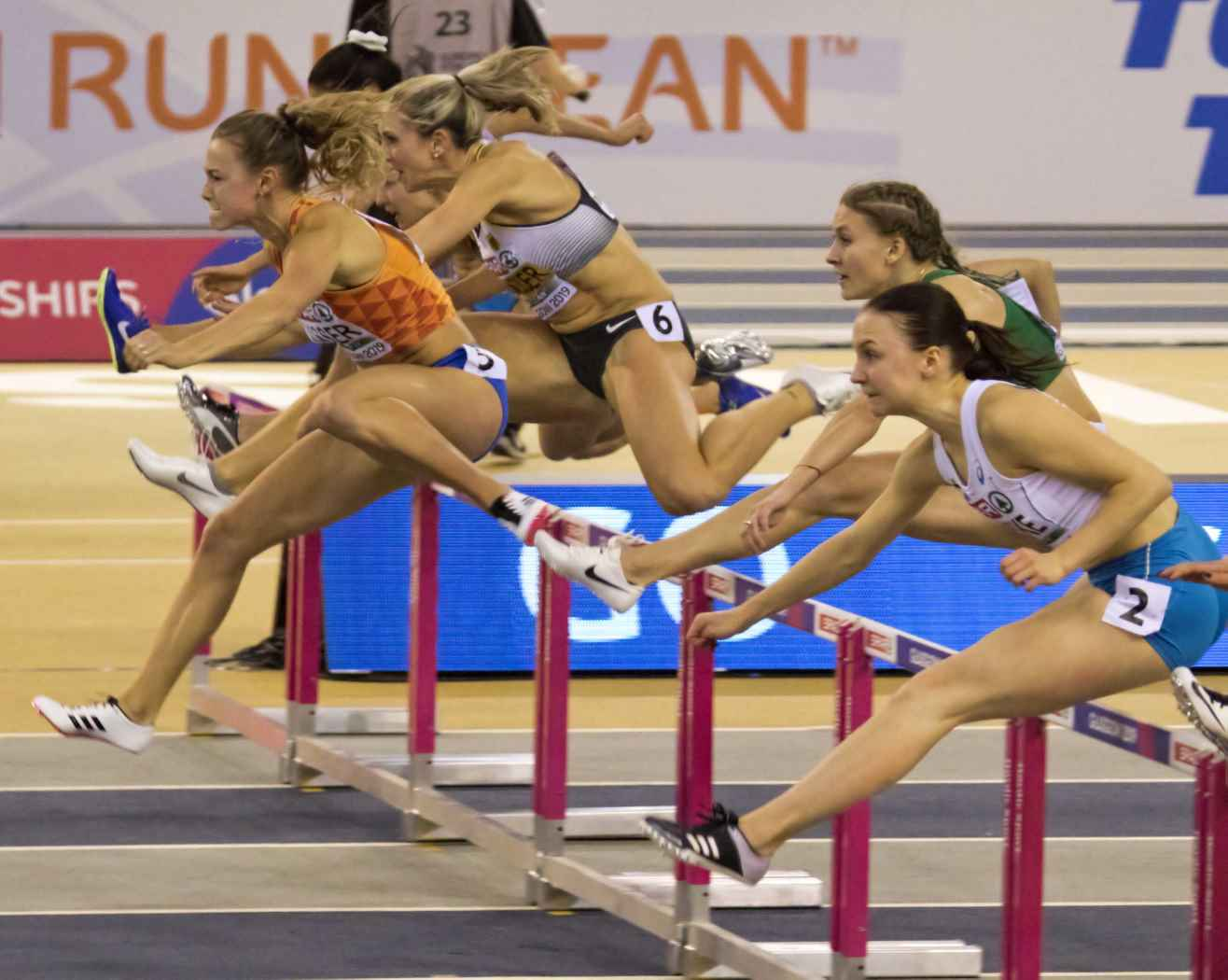
A final

| Posição | Bateria | Atleta            | Nacionalidade               | Tempo | Notas |
| ------- | ------- | ----------------- | --------------------------- | ----- | ----- |
| 1       | 1       | Luca Kozák        | Hungria                     | 7.97  | Q,    |
| 2       | 1       | Nadine Visser     | Países Baixos               | 7.99  | Q     |
| 3       | 2       | Cindy Roleder     | Alemanha                    | 8.02  | Q     |
| 4       | 2       | Elvira Herman     | Bielorrússia                | 8.03  | Q     |
| 5       | 1       | Nooralotta Neziri | Finlândia                   | 8.04  | Q     |
| 6       | 2       | Gréta Kerekes     | Hungria                     | 8.05  | Q     |
| 7       | 1       | Reetta Hurske     | Finlândia                   | 8.07  | q     |
| 8       | 2       | Andrea Ivančević  | Croácia                     | 8.07  | q     |
| 9       | 2       | Solene Ndama      | França                      | 8.09  |       |
| 10      | 1       | Luminosa Bogliolo | Itália                      | 8.11  |       |
| 11      | 2       | Hanna Plotitsyna  | Ucrânia                     | 8.11  |       |
| 12      | 2       | Matilda Bogdanoff | Finlândia                   | 8.12  |       |
| 13      | 1       | Klaudia Siciarz   | Polónia                     | 8.14  |       |
| 14      | 2       | Mariya Aglitskaya | Atletas Neutros Autorizados | 8.14  |       |
| 15      | 1       | Alina Talay       | Bielorrússia                | 8.15  |       |
| 16      | 1       | Ivana Lončarek    | Croácia                     | 8.27  |       |

### Final
A final aconteceu às 18:25 no dia 3 de março de 2019. 
| Posição           | Raia | Atleta            | Nacionalidade | Tempo | Notas |
| ----------------- | ---- | ----------------- | ------------- | ----- | ----- |
| Medalha de ouro   | 5    | Nadine Visser     | Países Baixos | 7.87  | EL    |
| Medalha de prata  | 6    | Cindy Roleder     | Alemanha      | 7.97  |       |
| Medalha de bronze | 4    | Elvira Herman     | Bielorrússia  | 8.00  |       |
| 4                 | 2    | Reetta Hurske     | Finlândia     | 8.02  |       |
| 5                 | 7    | Gréta Kerekes     | Hungria       | 8.03  |       |
| 6                 | 8    | Nooralotta Neziri | Finlândia     | 8.09  |       |
| 7                 | 1    | Andrea Ivančević  | Croácia       | 8.14  |       |
| 8                 | 3    | Luca Kozák        | Hungria       | DNS   |       |

Legenda
| Recorde mundial       | Recorde mundial (World record)               |                       | Recorde africano                      | Recorde africano (African) |                                           | Q | Classificado por posição (Qualified) |
| Recorde do campeonato | Recorde do campeonato (Championship record)  | Recorde da América    | Recorde da América (Americas)         | q                          | Classificado por melhor tempo (Qualified) |   |                                      |
| Melhor marca do ano   | Melhor marca do ano (World leading)          | Recorde asiático      | Recorde asiático (Asian)              | DNS                        | Não largou (Did not start)                |   |                                      |
| Recorde nacional      | Recorde nacional (National record)           | Recorde europeu       | Recorde europeu (European)            | DNF                        | Não terminou (Did not finish)             |   |                                      |
| Recorde pessoal       | Recorde pessoal do atleta (Personal best)    | Recorde da Oceania    | Recorde da Oceania (Oceania)          | DSQ / DQ                   | Desclassificado (Disqualified)            |   |                                      |
| Recorde da temporada  | Recorde da temporada do atleta (Season best) | Recorde sul-americano | Recorde sul-americano (South America) | NM                         | Sem marca (No mark)                       |   |                                      |